# 徐栢
徐栢（1530年—？），字守卿，福建建寧府浦城縣人，軍籍，明朝政治人物。

## 生平
嘉靖三十七年（1558年）戊午科福建鄉試第六十九名舉人。嘉靖四十一年（1562年）中式壬戌科會試第三十九名，二甲第五十三名進士。授户部貴州司主事，管通州、德州二仓，歷升山西司员外郎、郎中，徐州沛河决口，工部尚書朱衡將他調任，负责疏通河道，分署六年，出官廣東廉州府知府。隆慶六年（1572年）閏二月升湖广按察司副使、分巡上荆南道。萬曆三年（1575年）六月升湖广右参政，以考察调簡。五年十二月起补四川副使，驻守泸州，八年正月考察閑住。家居二十余年，卒年八十。

## 家族
曾祖徐文茂；祖父徐希勉；父徐顒，壽官。嫡母黃氏；生母黃氏。永感下。兄森、梁。